# Geoffroy V de Joinville
 (mai 2018).
Geoffroy V, mort vers fin 1203 ou début 1204, était un chevalier croisé, sénéchal de Champagne et seigneur de Joinville.

## La vie
Geoffroy V est considéré comme un homme vaillant et fidèle à ses devoirs, même si son surnom est « Le Trouillard ». L'origine de son surnom est la suivante : il avait assommé un pirate génois qui s’approchait d’un vaisseau franc d’un coup de « trouille », instrument de pêcheur qu’il tenait à la main.
Il s’attachera à son retour de Terre sainte, où il avait accompagné son père Geoffroy IV, à réparer les injustices commises par ses ancêtres et à confirmer les dernières volontés de son père, qui, avant de mourir en Palestine, avait renoncé à ses prétentions sur la vallée de la Blaise, pour rendre les terres et biens usurpés à l’abbaye de Montier-en-Der. Il entendait mettre fin au conflit séculaire qui remontait à l’origine de sa maison.
Il quitta la troisième croisade vers 1190, avant la fin du siège d’Acre en y laissant son suzerain le comte de Champagne Henri II, ce peut aussi être l'une des sources de son surnom.
Sa présence en son fief de Joinville, ses frères et sœurs étant encore bien jeunes est attesté par nombre d’actes authentifiés par le chef de famille.
Dès son retour sur son fief de Joinville, il s’empressa de restituer aux religieux les nombreux biens et contributions dont ses aïeux s’étaient emparés par la force. On peut citer, parmi les bénéficiaires de ses largesses, dons ou restitutions, en dehors de l’abbaye de Montier-en-Der, l’église Saint Etienne de Châlons, l'abbaye de la Crête, le prieuré du Val d'Osne, les abbayes de Clairvaux, d’Écurey, le chapitre de Toul.
Il fut sénéchal de Champagne. C'est auprès de la comtesse Marie de France qu’il exerça principalement ses fonctions. La situation diplomatique était tendue car la politique des suzerains champenois s'exerçait en fonction des besoins locaux : ceux-ci soutenaient Richard Cœur de Lion en Orient plus que Philippe-Auguste, mais ils étaient vassaux du roi de France en Champagne.
L’origine de cette querelle venait d’une simple histoire de prêt, le roi d’Angleterre ayant été plus libéral que le roi de France. S'y ajoute une question politique d’importance : la succession au trône de Jérusalem, les deux rois ayant des candidats différents. Les croisés étaient divisés. On accuse même le comte Henri II de Champagne d’être entré dans un complot pour faire périr Philippe-Auguste.
Liens de suzeraineté obligent, nombre des vassaux du comte de Champagne se prononcèrent en faveur de Richard, contre Philippe.
Si Geoffroy V avait pris le parti d’Henri II de Champagne, la comtesse Marie suivait une politique toute différente de celle de son fils. Par sa mère, Aliénor d'Aquitaine (ou de Guyenne), elle était sœur de Richard, mais elle n’oubliait pas qu’elle était fille de Louis VII, donc également sœur de Philippe-Auguste.
Le comte de Champagne Thibaut III, encore jeune après le décès de sa mère, se ravisa et rendit l’hommage à Philippe Auguste. Geoffroy V, en vassal loyal, suivi le parti de son suzerain. En 1201, après le décès prématuré de son suzerain, il fut témoin à l’hommage rendu par l’épouse de Thibaut III, la comtesse Blanche de Navarre à Philippe-Auguste, et désigné comme un des barons qui se portèrent garants de la fidèle observation de cet hommage.
La même année, en 1201, les libéralités de Geoffroy envers les établissements religieux ne se ralentirent pas. Elles prirent un nouveau caractère, celui des aumônes que l’on faisait avant de partir pour la croisade : Geoffroy V s’est de nouveau croisé en 1199 et est en route vers la Terre Sainte lors de la quatrième croisade, à la fin de 1201 avec ses frères Robert et Simon. Il se signala par sa bravoure en Palestine. Il paya de sa vie sa fidélité à ses devoirs de croisé : il mourut en combattant au krak des Hospitaliers, fin 1203 ou début 1204. Son écu écartelé Joinville et Angleterre fut ramené plus tard, de son tombeau à Joinville, par Jean, sire de Joinville, avec la ceinture « dite de Saint Joseph », encore exposée de nos jours en l’église de Joinville.
Il n’était pas marié. Sans postérité, la seigneurie de Joinville passa à son frère Simon.

## Le blason deGeoffroyV

ancien écu des Joinville.

C’est en raison de son courage lors de sa première campagne en Palestine, et aussi de son soutien politique, que le roi d’Angleterre Richard Cœur de Lion autorisera Geoffroy V à porter ses armes, en témoignage de reconnaissance.
La brisure concédée n’est autre que le chef de ses armes, un lion de gueules naissant en champ d’argent, qui surmonte l’ancien écu des Broyes, porté jusque-là par les Joinville.
(Ce lion de gueules n’est autre que le lion des Plantagenêts, auquel Richard substitua, un peu plus tard sur ses armes — en 1198 — les léopards d’or).
Ce blason reste le blason de la ville de Joinville aujourd’hui.

## Sources
- Gallica Delaborde, Henri-François (1854-1927). Jean de Joinville et les seigneurs de Joinville.
- Émile Jolibois, La Haute-Marne Ancienne et Moderne, 1971,  (ISBN 2-84178-037-6).

## Littérature
- Simonnet, Jules :"Essai sur l'histoire de la généalogie des sires de Joinville (1008-1386) accompagné de chartes", Société historique et archéologique de Langres, 1875, F. Dangien